# 褐色森林土
褐色森林土（かっしょくしんりんど、英：brown forest soil（brown earth）、独：brauner Waldboden（Braunerde）、仏：sol brun）とは、温帯湿潤地方の広葉樹林下に広く生成している土壌。気候型土壌(または成帯性土壌)の一種。日本では、北海道から九州の山地、丘陵地に広く分布しており、とくに近畿以西に多く見られる。

## 概要
大陸の乾燥地帯を除く、亜寒帯から暖帯までの中緯度地方の土壌に広く生成され、日本では主として山地斜面の広葉樹林下に見られる。土壌中の水分と温度とのバランスがよく、樹々の落葉落枝がカルシウム・マグネシウムの塩基類に富むことから微生物や土壌動物の活動に適している。そのため、表層は団粒構造のよく発達した黒褐色の腐蝕土壌となり、風化変質層を経て酸化鉄に富んだ褐色の下層へと至る。

## 日本ペドロジー学会による分類
「黒ボク土大群」および「赤黄色土大群」以外の土壌のなかで、次の要件を満たす土壌。
1. 土壌表面から50cm以内に、「風化変質層」または「粘土集積層」の上端が現れる。
2. 岩盤が30cm以内に現れない。

分類カテゴリーは、最高位から順に、
- 大群（褐色森林土大群）
- 群（褐色森林土群:「褐色森林土大群」の中の全ての土壌。）
- 亜群

となっている。
以下では亜群分類について記述していく。

### 水田化
「褐色森林土」の中で、「水田鉄集積層」をもつ。

### ばん土質
上記以外の「褐色森林土」の中で、土壌表面から50cm以内にリン酸吸収係数10.00mg P2O5/g以上（リン酸保持量60%以上、あるいはAlo+1/2Feoが1.2%以上）の層が25cm以上ある。

### ポドゾル化
上記以外の「褐色森林土」のなかで、「ポドゾル性集積層（断面形態）」、または、「ポドゾル性集積層（分析値）」をもつ。

### 腐植質
上記以外の「褐色森林土」のなかで、「腐植質表層」または「多腐植質表層」をもつ。

### 下層赤黄色
上記以外の「褐色森林土」のなかで、土壌表面から 75cm 以内に「赤黄色特徴」を示す「風化変質層」または「粘土集積層」をもつ。

### 湿性
上記以外の「褐色森林土」のなかで、土壌表面から 75cm 以内に「地下水湿性特徴」を示す層の上端が現れる。

### 表層グライ化
上記以外の「褐色森林土」のなかで、土壌表面から 75cm 以内に「表面水湿性特徴」を示す層の上端が現れる。

### 塩基型
上記以外の「褐色森林土」のなかで、次表層の一部の亜層位で pH(H2O) 6.5 以上、または塩基飽和度 50％以上である。

### 普通
上記以外の「褐色森林土」。